# اندیس آنومالی فریدون
آنومالی فریدون یک اندیس فلزی است که در حوالی شهر سهل آباد استان خراسان قرار دارد و مادهٔ معدنی موجود در آن، طلا است.  در این اندیس، پاراژنز‌های منیتیت، هماتیت، پیروکسن، پیریت، باریت، لیمونیت، زیرکن، آپاتیت و اپیدوت یافت می‌شوند.